# Liste der Nummer-eins-Hits in Ungarn (1998)
Dies ist eine Liste der Nummer-eins-Hits in Ungarn im Jahr 1998. Sie basiert auf der Top 40 album-, DVD- és válogatáslemez-lista der Magyar Hanglemezkiadók Szövetsége (Mahasz), dem ungarischen Vertreter der International Federation of the Phonographic Industry.

## Alben
| ← 1997 ← | Liste der Nummer-eins-Hits in Ungarn | Liste der Nummer-eins-Hits in Ungarn | Liste der Nummer-eins-Hits in Ungarn   | 1999 →                    |
| \| Zeitraum \| Wo. ges. \| Interpret \| Titel \| Zusätzliche Informationen \| \| (Zeitraum, Wochen auf Platz eins, Interpret, Titel, zusätzliche Informationen) \| \| \| \| \| \| ------------------------------------------------------------------------------ \| -------- \| ------------------ \| -------------------------------------- \| ------------------------- \| \| 17. November 1997 – 18. Januar 1998 9 Wochen \| 9 \| Hupikék törpikék \| Buli a hóban! \| – \| \| 19. Januar 1998 – 1. Februar 1998 2 Wochen \| 2 \| (Soundtrack) \| A miniszter félrelép \| – \| \| 2. Februar 1998 – 15. März 1998 6 Wochen (insgesamt 7) \| 7 \| (Soundtrack) \| Titanic: Music from the Motion Picture \| – \| \| 16. März 1998 – 22. März 1998 1 Woche \| 1 \| Madonna \| Ray of Light \| – \| \| 23. März 1998 – 29. März 1998 1 Woche (insgesamt 7) \| 7 \| (Soundtrack) \| Titanic: Music from the Motion Picture \| – \| \| 30. März 1998 – 12. April 1998 2 Wochen \| 2 \| Irigy Hónaljmirigy \| Snassz Vegas \| – \| \| 13. April 1998 – 26. April 1998 2 Wochen \| 2 \| Hupikék törpikék \| Hajrá törpök! \| – \| \| 27. April 1998 – 21. Juni 1998 8 Wochen (insgesamt 9) \| 9 \| Modern Talking \| Back for Good \| – \| \| 22. Juni 1998 – 2. August 1998 6 Wochen \| 6 \| Zámbó Jimmy \| Fogadj örökbe \| – \| \| 3. August 1998 – 9. August 1998 1 Woche (insgesamt 9) \| 9 \| Modern Talking \| Back for Good \| – \| \| 10. August 1998 – 30. August 1998 3 Wochen \| 3 \| Scooter \| No Time to Chill \| – \| \| 31. August 1998 – 20. September 1998 3 Wochen (insgesamt 7) \| 7 \| Hofi Géza \| Kossuth dij \| – \| \| 21. September 1998 – 11. Oktober 1998 3 Wochen \| 3 \| Ákos \| Ikon \| – \| \| 12. Oktober 1998 – 18. Oktober 1998 1 Woche \| 1 \| Kispál és a Borz \| Holdfényexpressz \| – \| \| 19. Oktober 1998 – 15. November 1998 4 Wochen (insgesamt 7) \| 7 \| Hofi Géza \| Kossuth dij \| – \| \| 16. November 1998 – 27. Dezember 1998 6 Wochen (insgesamt 7) \| 7 \| Hupikék törpikék \| Az apraja nagyja \| – \| \| 28. Dezember 1998 – 3. Januar 1999 1 Woche \| 1 \| George Michael \| Ladies and Gentlemen \| – \| |                                      |                                      |                                        |                           |
| ← 1997 |                                      |                                      |                                        | → 1999 →                  |
| Zeitraum | Wo. ges.                             | Interpret                            | Titel                                  | Zusätzliche Informationen |
| (Zeitraum, Wochen auf Platz eins, Interpret, Titel, zusätzliche Informationen) |                                      |                                      |                                        |                           |
| 17. November 1997 – 18. Januar 1998 9 Wochen | 9                                    | Hupikék törpikék                     | Buli a hóban!                          | –                         |
| 19. Januar 1998 – 1. Februar 1998 2 Wochen | 2                                    | (Soundtrack)                         | A miniszter félrelép                   | –                         |
| 2. Februar 1998 – 15. März 1998 6 Wochen (insgesamt 7) | 7                                    | (Soundtrack)                         | Titanic: Music from the Motion Picture | –                         |
| 16. März 1998 – 22. März 1998 1 Woche | 1                                    | Madonna                              | Ray of Light                           | –                         |
| 23. März 1998 – 29. März 1998 1 Woche (insgesamt 7) | 7                                    | (Soundtrack)                         | Titanic: Music from the Motion Picture | –                         |
| 30. März 1998 – 12. April 1998 2 Wochen | 2                                    | Irigy Hónaljmirigy                   | Snassz Vegas                           | –                         |
| 13. April 1998 – 26. April 1998 2 Wochen | 2                                    | Hupikék törpikék                     | Hajrá törpök!                          | –                         |
| 27. April 1998 – 21. Juni 1998 8 Wochen (insgesamt 9) | 9                                    | Modern Talking                       | Back for Good                          | –                         |
| 22. Juni 1998 – 2. August 1998 6 Wochen | 6                                    | Zámbó Jimmy                          | Fogadj örökbe                          | –                         |
| 3. August 1998 – 9. August 1998 1 Woche (insgesamt 9) | 9                                    | Modern Talking                       | Back for Good                          | –                         |
| 10. August 1998 – 30. August 1998 3 Wochen | 3                                    | Scooter                              | No Time to Chill                       | –                         |
| 31. August 1998 – 20. September 1998 3 Wochen (insgesamt 7) | 7                                    | Hofi Géza                            | Kossuth dij                            | –                         |
| 21. September 1998 – 11. Oktober 1998 3 Wochen | 3                                    | Ákos                                 | Ikon                                   | –                         |
| 12. Oktober 1998 – 18. Oktober 1998 1 Woche | 1                                    | Kispál és a Borz                     | Holdfényexpressz                       | –                         |
| 19. Oktober 1998 – 15. November 1998 4 Wochen (insgesamt 7) | 7                                    | Hofi Géza                            | Kossuth dij                            | –                         |
| 16. November 1998 – 27. Dezember 1998 6 Wochen (insgesamt 7) | 7                                    | Hupikék törpikék                     | Az apraja nagyja                       | –                         |
| 28. Dezember 1998 – 3. Januar 1999 1 Woche | 1                                    | George Michael                       | Ladies and Gentlemen                   | –                         |